# Vojislav Mihailović
Vojislav Mihailović (en serbe cyrillique : Војислав Михаиловић ; né le 3 septembre 1951 à Belgrade) est un homme d'État serbe. Il a été président du Mouvement démocratique serbe du renouveau, un parti politique monarchiste. Il a été maire de Belgrade et vice-président de l'assemblée nationale serbe, ce qui lui a valu d'exercer par intérim la fonction de président de la république de Serbie.

## Biographie
Vojislav Mihailović est le petit-fils du général tchetnik Draža Mihailović, qui, pendant la Seconde Guerre mondiale, engagea la résistance contre l'occupant nazi, mais entra également en conflit avec les Partisans communistes et fut finalement exécuté par les mêmes pour "collaboration" et "crimes de guerre" en 1946.
Vojislav Mihailović étudie à la Faculté de droit de l'université de Belgrade. Membre du Mouvement serbe du renouveau, il est élu député au Parlement de Serbie, dont il est un des vice-présidents de 1993 à 1997, puis, une nouvelle fois, de 1997 à 2000. Du 1er janvier 1999 au 5 octobre 2000, il est président de l'Assemblée de la ville de Belgrade et maire de la capitale serbe.
En février 2004, il est élu premier vice-président de l'Assemblée nationale de Serbie. Le 3 mars, il exerce brièvement l'intérim de président de l'Assemblée et de la République avant d'être remplacé dès le lendemain par Predrag Marković.
En 2005, à la suite de désaccords politiques avec Vuk Drašković, le chef du Mouvement serbe du renouveau, il quitte le parti et créé le Mouvement démocratique serbe du renouveau. Aux élections législatives serbes de 2007, ce nouveau parti se présente sur la liste Parti démocratique de Serbie-Nouvelle Serbie conduite par Vojislav Koštunica, ce qui lui vaut deux sièges au Parlement, dont un pour Vojislav Mihailović. Aux élections législatives anticipées de 2008, Mihailović soutient à nouveau Koštunica.
En 2006, Vojislav Mihailović a engagé devant la justice serbe une procédure pour obtenir la réhabilitation de son grand-père Draža Mihailović. En 2015, la Haute cour de Belgrade a annulé la sentence rendue en 1946 contre le chef des Tchetniks.
Vojislav Mihailović est marié et père de deux enfants.